# Pecunia
Pecunia è la divinità latina della ricchezza e dell'abbondanza.
Essa aveva, nel pantheon romano, anche una figlia: la dea Argentinus, protettrice del denaro e degli uomini d'affari.

## Etimologia
L'etimologia del nome è legata al termine pecunĭa(m) ("denaro"), che in lingua latina derivava da una radice indoeuropea PEKU, ossia "ricchezza mobile". In questo senso probabilmente il terminia pecunia non deriverebbe da pecus ma si sviluppa in maniera indipendente. Il collegamento tra pecus e pecunia, in senso di sviluppo monetale, non sarebbe corretto poiché probabilmente il bestiame (pecus) assolveva ad un determinato scopo della moneta, mentre pecunia rappresentava, in origine, tutto ciò che poteva essere stimato.
Reginald Haynes Barrow aveva collegato pecunia, pecuniario a pecus (bestiame) e aveva scritto che i primi abitanti dei "sette colli di Roma" erano pastori. «I loro primi culti, le prime cerimonie religiose avevano quindi attinenza con le necessità del gregge: l'offerta più antica fu il latte, non il vino; indice della ricchezza era il bestiame posseduto».